# برونو ديبال
برونو ديبال (بالبرتغالية: Bruno Dybal‏) (3 مارس 1994 في غوارولوس في البرازيل – )؛ هو لاعب كرة قدم يلعب كلاعب وسط.

## وصلات خارجية
- برونو ديبال على موقع رابطة كرة القدم اليابانية للمحترفين (اليابانية)
- برونو ديبال على موقع قاعدة بيانات كرة القدم.إي يو (الإنجليزية)
- برونو ديبال على موقع Soccerway.com (الإنجليزية)
- برونو ديبال على موقع عالم كرة القدم.نت (الإنجليزية)